# جاکاپان پرایسووان
جاکاپان پرایسووان (تایلندی: จักพัน ไพรสุวรรณ؛ زادهٔ ۱۶ اوت ۱۹۹۴) بازیکن فوتبال اهل تایلند است.
از باشگاه‌هایی که در آن بازی کرده‌است می‌توان به باشگاه فوتبال ساموت پراکان سیتی اشاره کرد.
وی همچنین در تیم ملی فوتبال تایلند بازی کرده‌است.